# パルクスタット・リンブルフ・スタディオン
パルクスタット・リンブルフ・スタディオン（Parkstad Limburg Stadion）は、オランダ・リンブルフ州ケルクラーデにある多目的スタジアム。ローダJCがホームスタジアムとして使用している。

## 概要
1999年6月、建設地に隣接する自治体であるケルクラーデとヘールレンが総工費3,700万ユーロを捻出し、2000年8月15日、ローダJCとスペインのクラブであるレアル・サラゴサの親善試合でこけら落としとなった。なお、試合は2-2の引き分けに終わっている。
2002年4月17日、スタジアム初の国際Aマッチとしてトルコ代表対チリ代表の試合が行われ、トルコ代表が2-0で勝利した。
4年に1度の祭典として1951年から開催されている世界音楽コンクールでは、2001年より2部門の会場となっており、2005年には大会通算65万人を動員した。
メインスタンドにあたる北スタンドにはスカイボックスやVIPラウンジなど来賓用のスペースが多く取られている。そのほかバックスタンドである南スタンドには2010年にオープンした「Golden Tulip Hotel」と呼ばれるホテル、東スタンドにはスーパーマーケットが併設するなど、複合型スポーツ施設としての一面も併せ持つ。

## 開催された主なイベント
- 国際Aマッチ

| 日付          | ホームチーム | 結果 | アウェーチーム | ラウンド |
| ------------- | ------------ | ---- | -------------- | -------- |
| 2002年4月17日 | トルコ       | 2-0  | チリ           | 親善試合 |

- 2005 FIFAワールドユース選手権

| 日付          | ホームチーム   | 結果          | アウェーチーム | ラウンド  |
| ------------- | -------------- | ------------- | -------------- | --------- |
| 2005年6月10日 | ベナン         | 1-1           | オーストラリア | グループA |
| 2005年6月10日 | オランダ       | 2-1           | 日本           | グループA |
| 2005年6月15日 | 日本           | 1-1           | ベナン         | グループA |
| 2005年6月15日 | オーストラリア | 0-3           | オランダ       | グループA |
| 2005年6月18日 | ブラジル       | 2-0           | 韓国           | グループF |
| 2005年6月18日 | イタリア       | 4-1           | カナダ         | グループE |
| 2005年6月25日 | オランダ       | 1-1 (9-10 p.) | ナイジェリア   | 準々決勝  |
| 2005年6月28日 | モロッコ       | 0-3           | ナイジェリア   | 準決勝    |

## ギャラリー

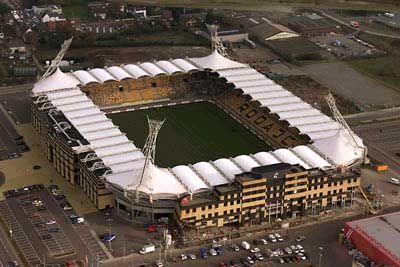
2008年の空撮
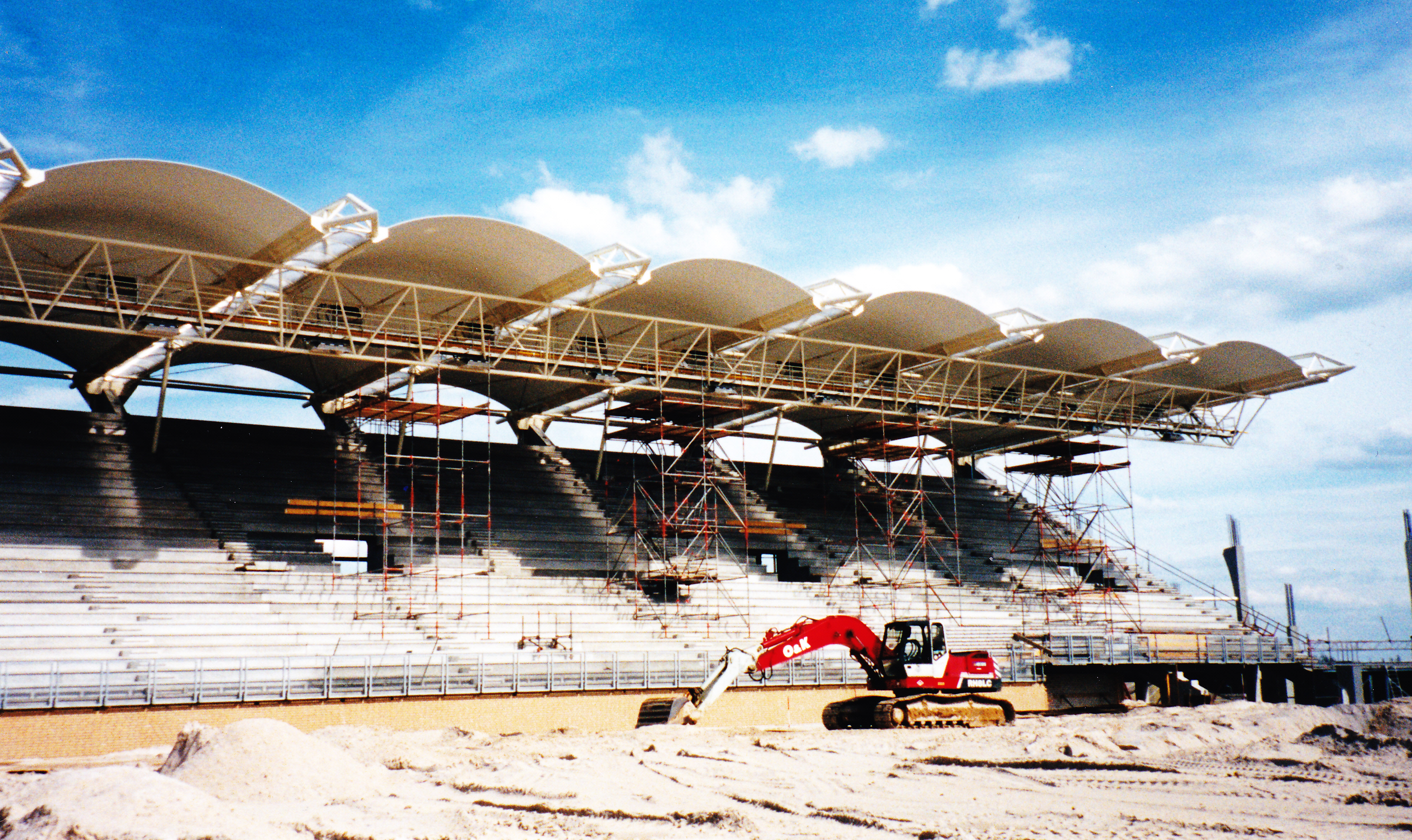
建設中のスタジアム1
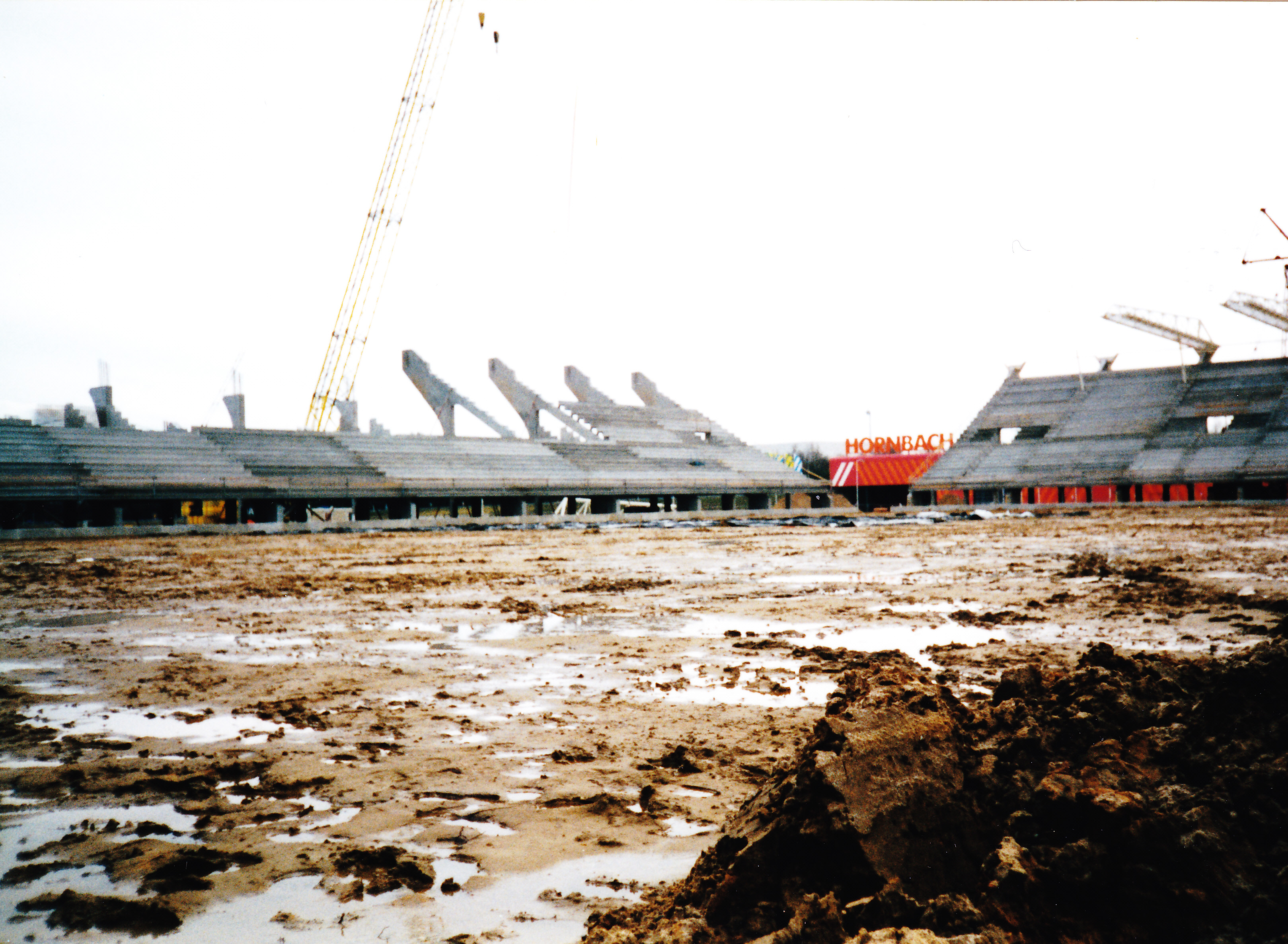
建設中のスタジアム2
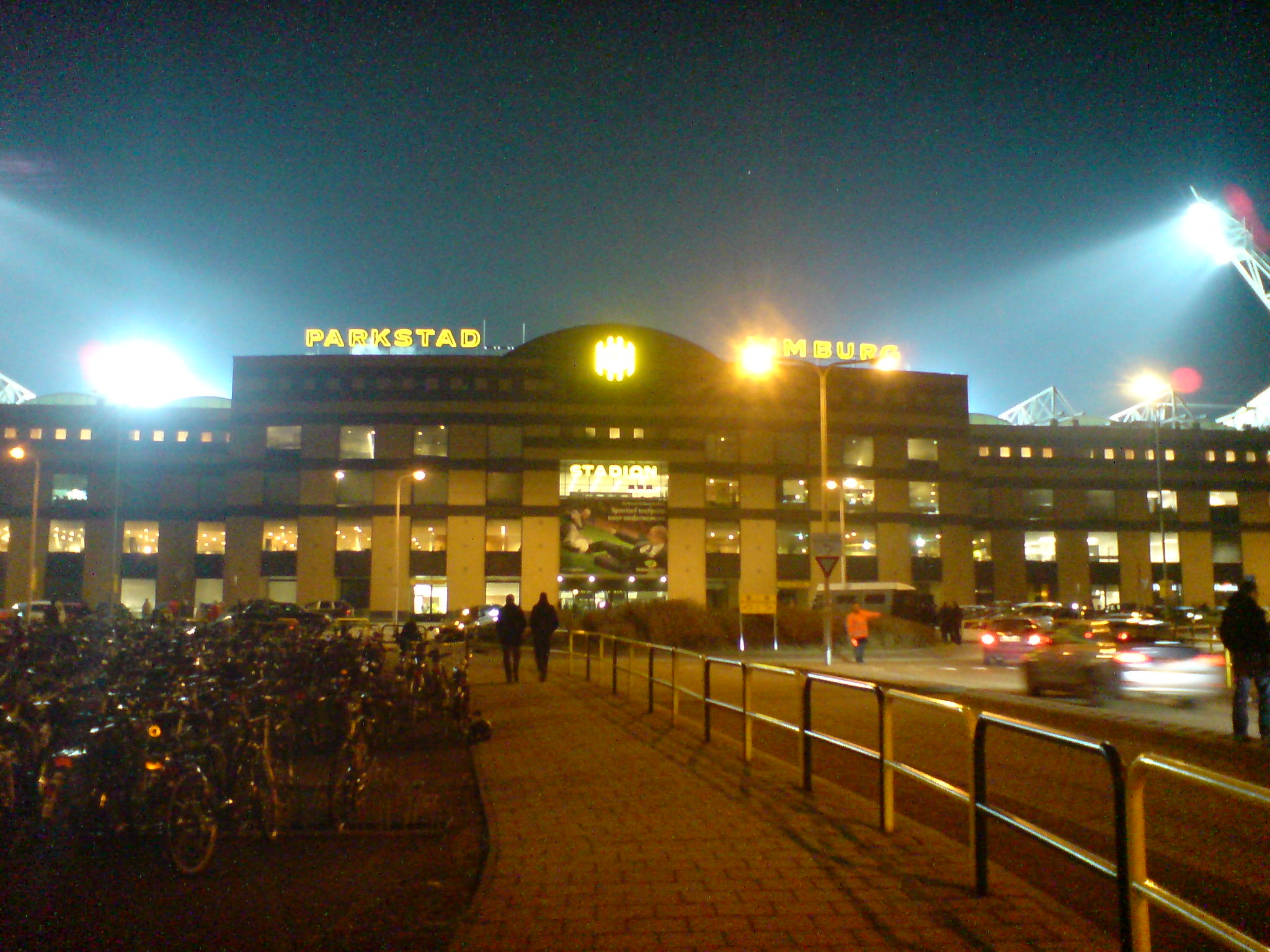
夜のメインスタンド外観 (2008年)
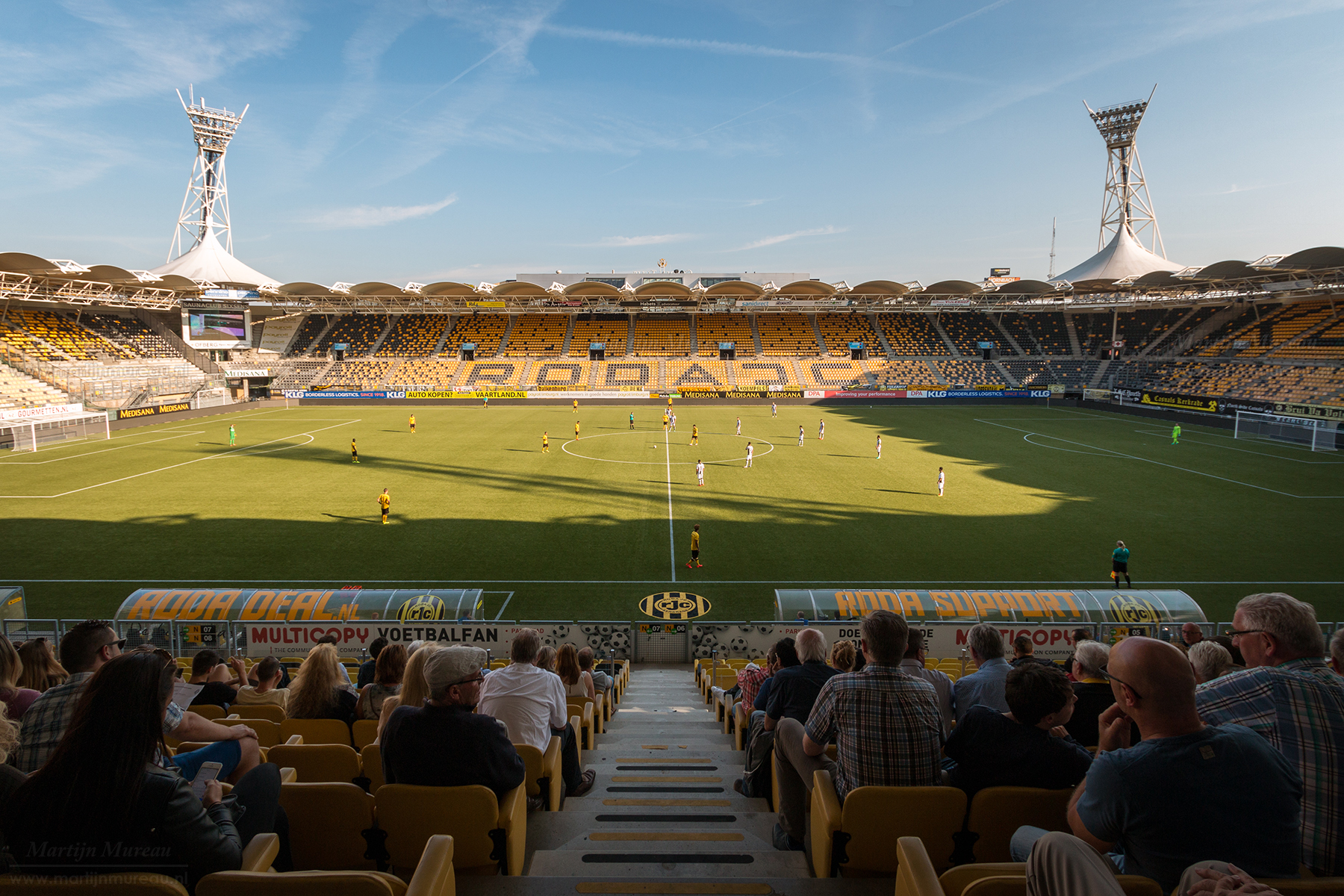
メインスタンドからの眺め
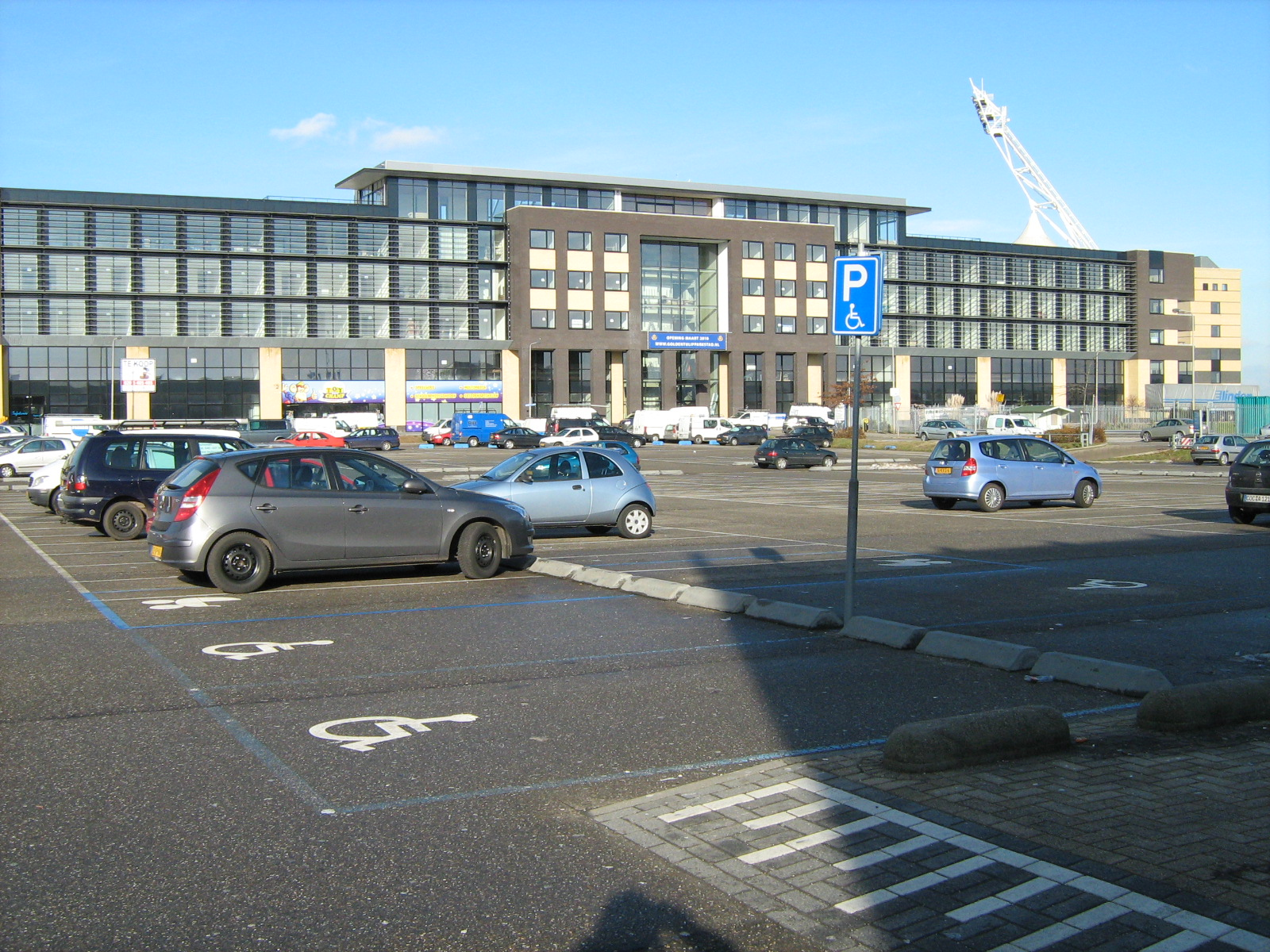
バックスタンド (ホテル)外観 (2010年)